# Departementer (Storbritannien)
Et departement er i Storbritannien en administrativ enhed, der udfører regeringens beslutninger og varetager den almindelige forvaltning på centralt niveau. I forhold til den danske centraladministration, kan man sammenligne et departement med et ministerium. Der er dog visse forskelle.

## To typer af departementer
Departementerne findes i to udgaver, alt afhængig af, om den øverste ledelse forestås af en minister. 

### Ministerielle departementer
Anses et område for at kræve direkte politisk ledelse, oprettes et ministerielt departement, med en politisk udpeget minister som den øverst ansvarlige leder. Hans arbejde bistås typisk af et hold af juniorministre, der også er politisk udpegede, mens den administrative ledelse varetages af en højtstående embedsmand, med titlen "permanent sekretær".
Den ledende minister har typisk titel af statssekretær (Secretary of State) og er medlem af kabinettet. I visse tilfælde har ministeren dog en anden titel; f.eks. har den ledende minister i Finansministeriet titel af Kansler (Chancellor of the Exchequer). Juniorministre bærer titlen minister (Minister) for at signalere, at de ikke er statssekretærer og heller ikke er medlemmer af kabinettet. Dog er de en del af regeringen. 
Indenfor et departements organisation er der en række agenturer. Et agentur har en vis grad af selvstændighed når den skal udfører sine funktioner, men refererer altid til det specifikke departement, som fastsætter dets strategi og økonomiske vilkår. Er forholdt mellem agenturet og departementet kendetegnet ved armslængdeprincippet taler man om, at agenturet er en ikke-departemental offentlig enhed (også kendt som QUANGO). 

### Ikke-ministerielle departementer
Anses et område for ikke at kræve den samme direkte politiske styring eller kontrol som ovenfor, oprettes i stedet et ikke-ministerielt departement, som i alle henseende ledes af en højtstående embedsmand, der enten har titel af "permanent sekretær" eller "anden permanent sekretær". Nogle af disse departementer opfylder en regulerings- eller inspektionsfunktion, og deres status som ikke-ministerielle departementer er derfor tilstræbt for netop at undgå politisk indblanding. Ikke-ministerielle departementer har ikke underliggende agenturer.

## Liste over departementer i Storbritannien

### Ministerielle departementer
- Attorney General's Office (AGO)
- Cabinet Office (CO)
- Department for Business, Innovation and Skills (BIS)
- Department for Communities and Local Government (CLG)
- Department for Culture, Media and Sport (DCMS)
- Department for Education (DfE)
- Department of Energy and Climate Change (DECC)
- Department for Environment, Food and Rural Affairs (DEFRA)
- Department of Health (DH)
- Department for International Development (DFID)
- Department for Transport (DfT)
- Department for Work and Pensions (DWP)
- Foreign and Commonwealth Office (FCO)
- Government Equalities Office (GEO)
- Her Majesty’s Treasury (HMT)
- Home Office (HO)
- Ministry of Defence (MoD)
- Ministry of Justice (MoJ)
- Northern Ireland Office (NIO)
- Office of the Advocate General for Scotland
- Office of the Leader of the House of Commons
- Office of the Leader of the House of Lords
- Scotland Office (SO)
- Wales Office (WO)

### Ikke-ministerielle departementer
- Central Office of Information (COI)
- Charity Commission for England and Wales
- Commissioners for the Reduction of the National Debt (CRND)
- Crown Estate (CE)
- Crown Prosecution Service (CPS)
- Export Credits Guarantee Department (ECGD)
- Food Standards Agency
- Forestry Commission
- Government Actuary's Department (GAD)
- HM Land Registry
- HM Revenue and Customs (HMRC)
- National School of Government (NSG)
- Office for Standards in Education (OFSTED)
- Office of Fair Trading (OFT)
- Office of Gas and Electricity Markets/Gas and Electricity Markets Authority (OFGEM)
- Office of Rail Regulation (ORR)
- Ordnance Survey
- Parliamentary Counsel Office (PCO)
- Postal Services Commission (Postcomm)
- Public Works Loan Board (PWLB)
- Serious Fraud Office (SFO)
- The National Archives
- Treasury Solicitor's Department (TSol)
- UK Statistics Authority
- UK Trade & Investment (UKTI)
- Water Services Regulation Authority (Ofwat)